# 周培顺
周培顺（1962年—），生于扬州专区泰州县（在今泰州市境），中国前举重运动员，举重教练。
1977年入选江苏省举重队，1982年12月入选中国国家举重队。1984年，获得夏季奥林匹克运动会男子举重52公斤级亚军，总成绩与当时的冠军队友曾国强相同，但由于体重略微重于曾国强而屈居亚军。

## 資料來源
1. ↑  通讯员：张志，记者：姜涛. . 扬州新闻网，来源：扬州晚报. 2008-08-02  [2015-03-19]. （原始内容存档于2015-04-02） （简体中文）.